# Santa Maria Regina Coeli alla Lungara
Santa Maria Regina Coeli alla Lungara var en kyrkobyggnad i Rom, helgad åt Jungfru Maria i egenskap av Himmelens Drottning. Kyrkan var belägen i rione Trastevere, vid Via della Lungara.

## Kyrkans historia
Ett kloster för oskodda karmeliternunnor grundades här 1654 av Anna Colonna, hertiginna av Paliano och änka efter Taddeo Barberini, befälhavare för den påvliga armén. Colonnas syster Vittoria blev priorinna; hennes ordensnamn var Chiara Maria della Passione. Anna Colonna, som var en mäktig och inflytelserik adelskvinna, hade under påve Urban VIII Barberini samlat på sig en ansenlig summa pengar. När Urban avled 1644 och Innocentius X efterträdde honom på påvestolen inleddes en undersökning av hur Barberini-familjen hade kommit över sina rikedomar, i synnerhet i samband med det första av Castrokrigen. Colonnas make Taddeo Barberini samt hans bröder, kardinalerna Francesco Barberini och Antonio Barberini, tvingades i exil till Frankrike, under beskydd av kardinal Jules Mazarin. Anna Colonna anslöt sig i april 1646 till sin make i Paris, men hade dessförinnan vädjat till Innocentius att inte frånta familjen Barberini deras tillgångar. Hon återvände till Rom i juni 1647.
Klostret och kyrkan uppfördes i mitten av 1650-talet, med Francesco Contini som arkitekt. De som närvarade vid den första offentliga mässan i kyrkan erbjöds full avlat. Anna Colonna avled i klostret 1658 och begravdes till höger om kyrkans högaltare. Hon förärades ett överdådigt gravmonument i svart marmor med en byst i förgylld brons.
Nunnorna hade privilegiet att var fjärde timme bedja Regina Coeli.
Nunnorna fördrevs från klosterkomplexet under den franska ockupationen mellan 1810 och 1814, varefter de återvände. År 1873 exproprierades komplexet Regina Coeli av den italienska staten och nunnorna fann ett nytt hem i det närbelägna Mantellate-klostret. Kyrkan Santa Maria Regina Coeli revs 1881. Byggnadskomplexet byggdes om till fängelset Regina Coeli, vilket stod klart 1892.

## Kyrkans exteriör
Kyrkans fasad var nästan dubbelt så hög som klosterbyggnaden. Nedervåningen hade korintiska pilastrar och en ingångsportal krönt av ett segmentbågeformat pediment. Fasaden kröntes av ett triangulärt pediment.

## Kyrkans interiör
Klostret hade en stor klosterträdgård. Kyrkans grundplan var rektangulär med en rektangulär absid och två sidokapell. Högaltaret hade ett ciborium i lapis lazuli och polykrom marmor med statyer. Högaltarmålningen framställde Jungfru Marie frambärande i templet, utförd av Giovanni Francesco Romanelli. Under Jungfru Marie himmelsfärds oktav (15–22 augusti) ersattes denna målning med Fabrizio Chiaris Jungfru Marie himmelsfärd och kröning i Himmelen. Det högra sidokapellet var invigt åt den heliga Teresa av Ávila och hade Romanellis målning Den heliga Teresa av Ávila, medan det vänstra sidokapellet var invigt åt den heliga Anna och hade Chiaris Den heliga Annas död.

## Bilder

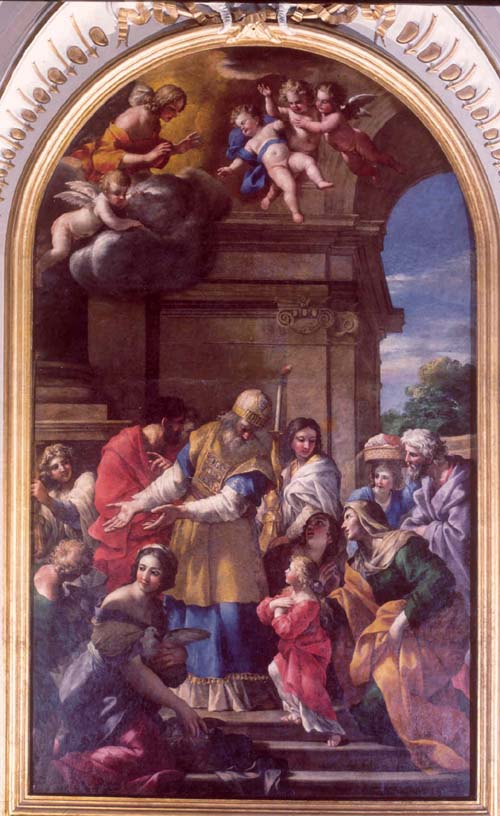
Jungfru Marie frambärande i templet av Giovanni Francesco Romanelli.
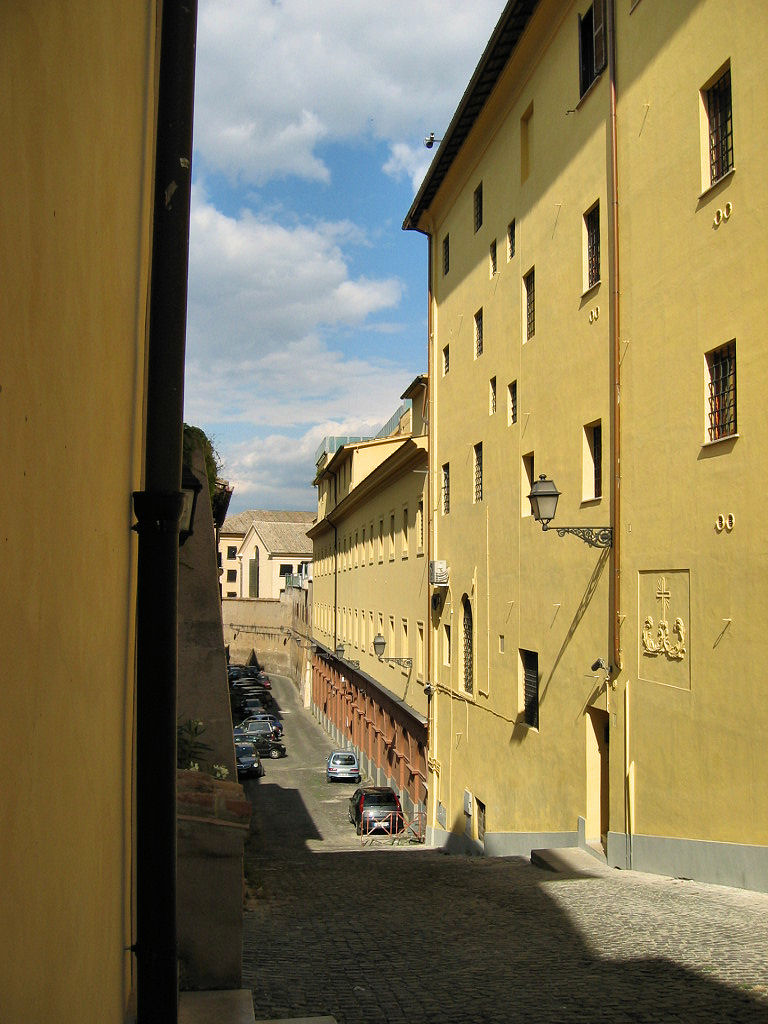
Fängelset Regina Coeli vid Via delle Mantellate.